# Daniel Everett
Pour les articles homonymes, voir Everett.
Daniel Leonard Everett est un linguiste et anthropologue américain né le 26 juillet 1951. Il est principalement connu pour son étude des Pirahãs et de leur langue.

## Travaux

### Don't Sleep, There Are Snakes: Life and Language in the Amazonian Jungle
Ce livre décrit la culture pirahã ainsi que leur langue.

### Language: The Cultural Tool
Ce livre remet en cause la théorie de la grammaire universelle de Noam Chomsky, selon laquelle le langage serait inné, et l'universalité de la récursivité en particulier. Daniel Everett considère que la langue est, comme l'arc et la flèche, un outil pour résoudre les problèmes humains courants, qui créent le besoin de communiquer de manière efficace,.

## Vie privée

### Famille
Il a été marié à Keren Everett (en).

### Croyance religieuse
Influencé par le concept Pirahã de vérité, il a peu à peu perdu sa foi chrétienne et est devenu athée. Il a commencé à avoir de sérieux doutes en 1982 et a perdu la foi en 1985. Il n'en a parlé à personne avant la fin des années 1990. Quand elle l'a appris, sa femme Keren Everett a demandé le divorce, et deux de ses trois enfants ont décidé de rompre avec lui. Cependant, depuis 2008 il a de nouveau de bonnes relations avec ses enfants qui semblent maintenant accepter son point de vue sur le théisme.

## Publications

### Ouvrages originaux en anglais
- Why there are no clitics: an alternative perspective on pronomial allomorphy (1996). SIL, Dallas, Texas.
- Wari: the Pacaas Novos language of western Brazil (1997). Routledge, London, New York.
- Language: The Cultural Tool (2012). Pantheon Books, New York.
- Don't sleep, there are snakes: life and language in the Amazonian jungle (2008). Pantheon Books, New York.
- Linguistic Fieldwork (2012). Cambridge University Press, Cambridge. Daniel Everett & Jeanette Sakel.
- (en) Dark Matter of the Mind : The Culturally Articulated Unconscious, Chicago/London, University of Chicago Press, 2016, 400 p. (ISBN 978-0-226-07076-6, lire en ligne)
- How Language Began : The Story of Humanity’s Greatest Invention, Profile Books Ltd, 2017, 352 p. (ISBN 978-1-78125-392-2)

### Ouvrages traduits en français
- Le monde ignoré des indiens Pirahãs [« Don't sleep, there are snakes: life and language in the Amazonian jungle »]  (trad. de l'anglais), Paris, Flammarion, 2010, 357 p. (ISBN 978-2-08-121146-9)

## Sources

#### Articles
- Liz Else Middleton, « Interview: Daniel Everett », New Scientist,‎ 19 janvier 2008
- Patrick Barkham, « The power of speech », The Guardian, Londres,‎ 10 novembre 2008 (lire en ligne)

#### Films
- La langue cachée d'Amazonie, Randall Wood et Michael O'Neill, 2012